# Discoxylaria myrmecophila
Discoxylaria myrmecophila är en svampart som beskrevs av J.C. Lindq. & J.E. Wright 1964. Discoxylaria myrmecophila ingår i släktet Discoxylaria och familjen kolkärnsvampar.   Inga underarter finns listade i Catalogue of Life.